# Lycium afrum
Lycium afrum ist eine Pflanzenart aus der Gattung der Bocksdorne (Lycium) in der Familie der Nachtschattengewächse (Solanaceae).

## Beschreibung
Lycium afrum ist eine 1 bis 2 m hohe Pflanze, die mit kräftigen Dornen bewehrt ist und deren Zweige starr sind. Die Laubblätter sind 10 bis 23 mm lang und 1 bis 2 mm breit, sie sind sehr schmal umgekehrt lanzettlich. 
Der Kelch ist 5 bis 7 mm lang und tief fünfgezähnt. Die Krone ist 20 bis 22 mm lang und nahezu zylindrisch. Sie ist purpur-braun gefärbt und mit etwa 2 mm langen Kronlappen besetzt. Die Staubblätter stehen nicht über die Krone hinaus, die Staubfäden sind an der Basis mit einem dichten Büschel von Trichomen behaart.
Die Frucht ist eine purpurne Beere.
Die Chromosomenzahl beträgt 2n = 24.

## Vorkommen
Die Art ist im Süden Afrikas beheimatet und kommt in Europa im westlichen Mittelmeerraum als Neophyt vor.

## Systematik
Innerhalb der Bocksdorne (Lycium) wird die Art nach phylogenetischen Untersuchungen in eine Klade mit anderen altweltlichen Arten der Gattung gruppiert. Innerhalb dieser Klade ist die Art nahe verwandt mit den Arten Lycium arenicola, Lycium schizocalyx, Lycium cinereum, Lycium horridum und Lycium ferocissimum.